# Мадлен (фильм)
«Мадле́н» (англ. Madeleine) — британский исторический фильм нуар режиссёра Дэвида Лина, который вышел на экраны в 1950 году.
Фильм основан на реальных событиях, которые произошли в Глазго в 1857 году, когда девушку из богатой семьи Мадлен Смит судили за убийство её тайного возлюбленного Эмиля Л’Анжелье. В обществе того времени вызвали большой резонанс как сам процесс, так и вынесенный присяжными вердикт «не доказано». По сюжету фильма Мадлен (Энн Тодд) влюблена в Эмиля (Иван Десни), человека более низкого социального статуса, который требует, чтобы она официально представила его своему отцу. Мадлен не решается пойти на этот шаг из-за страха гнева со стороны авторитарного отца (Лесли Бэнкс). В итоге она предлагает Эмилю бежать, но когда тот отказывается, она разрывает с ним отношения и требует вернуть её любовные письма. Вскоре Мадлен обручается с джентльменом из её круга Уильямом Минноком (Норман Вуланд), но Эмиль начинает шантажировать её письмами, и Мадлен возобновляет с ним секретную связь. Когда Мадлен готовится к свадьбе, Эмиль неожиданно умирает, как устанавливает экспертиза, от отравления мышьяком. Правда об их отношениях выходит наружу, и Мадлен судят по обвинению в убийстве. Однако противоречащие друг другу аргументы со стороны обвинения и защиты приводят к тому, что присяжные выносят вердикт, что вина не доказана. Мадлен выходит на свободу, но вопрос о том, виновна она или нет, так и остаётся открытым.
Режиссёр Дэвид Лин, по его собственному признанию, снял этот фильм в первую очередь в качестве «свадебного подарка» Тодд, которая ранее играла роль Мадлен Смит на сцене. Лин не был доволен этой картиной и называл её своим наименее любимым полнометражным фильмом.
Критика также давала картине противоречивые оценки. Постановка и актёрская игра были в основном оценены высоко, но сценарий, и, в частности, его неопределённая концовка, а также медленный темп и отсутствие надлежащего сапсенса, за исключением решающей сцены в суде, не удовлетворили многих рецензентов.

## Сюжет
В 1850-е годы в Глазго богатый бизнесмен Джеймс Смит (Лесли Бэнкс) покупает просторный дом для себя и своего семейства, в которое входят его жена (Барбара Эверест), старшая дочь Мадлен (Энн Тодд), а также дочери Бесси (Патриция Рейни) и Джанет (Сьюзен Стрэнкс). Мадлен выбирает для себя спальную комнату на цокольном этаже с отдельным выходом на улицу, чтобы иметь возможность втайне от родителей встречаться со своим возлюбленным, французом Эмилем Л’Анжелье (Иван Десни), который работает на предприятии её отца. Эмиль небогат и живёт в долг в съёмной комнате со своим другом Ту (Юджин Деккерс). Он рассчитывает на то, что благодаря выгодной женитьбе на Мадлен сможет заметно повысить свой социальный статус и улучшить материальное положение.
По желанию своего строгого и авторитарного отца Мадлен вынуждена проводить время в компании джентльмена из её круга, Уильяма Миннока (Норман Вуланд), который собирается сделать ей предложение. Но Мадлен по-прежнему влюблена в Эмиля, которому пишет любовные письма и продолжает встречаться с ним втайне от родителей. Они тайно обручаются, и Мадлен даже пишет в письмах, что считает Эмиля своим мужем. Тем временем отец, которого Мадлен боится, требует от неё новостей о помолвке с Минноком. С другой стороны, при очередной встрече Эмиль настаивает, чтобы Мадлен представила его своему отцу, но она боится пойти на этот шаг из-за опасения его жёсткой реакции. Однажды Мадлен предлагает Эмилю бежать и начать новую жизнь в другом месте, однако Эмиля это не устраивает. Он готов жениться на Мадлен только в том случае, если она сначала представит его своему отцу. Поняв, что Эмиля она интересует только как средство занять определённое положение в обществе, Мадлен решает разорвать с ним отношения. Она просит его больше не искать с ней встреч и вернуть все её письма.
На очередном балу Мадлен даёт Минноку понять, что примет его предложение руки и сердца, и эта новость радует всю семью Смитов. На следующий день Миннок приходит к Смитам и в знак помолвки дарит Мадлен перстень с родовым гербом. Перед его уходом они целуются. Позже вечером в окно к Мадлен стучит Эмиль, требуя впустить его. Она пытается его прогнать, но в страхе, что на шум придут родители, впускает. Угрожая рассказать её отцу о письмах, Эмиль настаивает на продолжении их встреч. Ничего не сказав ему о помолвке с Минноком, Мадлен выражает готовность на всё, что Эмиль пожелает, пытаясь любой ценой сохранить в тайне их отношения. Вскоре в аптеку заходит мальчик-посыльный с просьбой продать ему синильную кислоту для Мадлен, однако аптекарь ему отказывает. Тем временем Эмиль начинает мучиться животом и принимать лекарства. Выяснив, что в аптеке мальчику не продали яд, Мадлен берёт хранящуюся в доме бутылочку с ядом. Она добавляет этот яд в воду, которой на глазах горничной Кристины Хэккетт (Элизабет Селларс) омывает руки и щёки. Приходит Эмиль, который требует от горничной, чтобы она обслуживала его как джентльмена, затем проходит в хозяйскую гостиную. Появляется Мадлен, которая просит Кристину подать какао, налив воду из серебряного кувшина. Мадлен разливает какао по чашкам. Эмиль выпивает свой напиток, Мадлен тоже отпивает из своей чашки. Он успокаивает Мадлен, что уйдёт до того момента, как её родственники вернутся домой. Далее Эмиль говорит, что даёт Мадлен неделю на то, чтобы она организовала его встречу с отцом. Мадлен соглашается, после чего по настоянию Эмиля играет ему на фортепиано. Вернувшись домой, Эмиль сильно страдает от боли в животе, но просит домовладелицу миссис Дженкинс (Джин Кейделл) не вызывать врача. На следующее утро он уезжает из города на недельный отдых.
Мадлен приходит в аптеку, где покупает мышьяк, как она поясняет сестре Бесси, в косметических целях. Затем в течение двух дней подряд она пишет письма Эмилю, которые получает его друг Ту. Неделю спустя Эмиль, который чувствует себя значительно лучше, возвращается домой. Переодевшись, он направляется к дому Мадлен. Среди ночи, когда Мадлен спит вместе с Джанет, Эмиль подходит к её дому, где ему становится плохо. Он возвращается домой и падает на кровать. Ту вызывает врача, который по приезде констатирует, что Эмиль мёртв. Ту говорит врачу и миссис Дженкинс, что возьмёт на себя все заботы о похоронах Эмиля, так как у того нет родственников, которые бы могли бы этим заняться. Врачу он заявляет, что является помощником французского консула, и просит провести аутопсию для выяснения причины смерти.
Пока Мадлен в компании родственников и подруг примеряет свадебное платье, к Смиту приходит Ту. Он сообщает ему о смерти Эмиля, предположительно, в результате самоубийства, а также информирует его, что Эмиль хотел жениться на Мадлен. Смит говорит, что никогда не слышал о таком человеке, а его дочь выходит замуж за Миннока. На это Ту отвечает, что у Эмиля осталось много любовных писем от Мадлен. Смит приглашает в комнату дочь. Она сначала отрицает, что знала Эмиля и писала ему. Узнав, что он умер, он заявляет, что раньше встречалась с ним, но это всё прекратилось некоторое время назад. На днях она отправила ему два письма с просьбой принести её старые письма, но он так и не появился. По словам Мадлен, в последние дни она не видела его. Ту заявляет, что Эмиль был отравлен мышьяком, и будет проведено расследование причин его смерти. После его ухода Смит отталкивает Мадлен и уходит в свой кабинет. Мадлен решает пережить последующие дни в тихом одиночестве в загородном имении. Когда она сидит в поезде в ожидании отправления, к ней в купе заходит Миннок, уговаривая её остаться. По его мнению, это будет лучше для неё, так как в противном случае она останется в одиночестве. При расставании с Минноком Мадлен благодарит его и возвращает ему подаренный перстень. Вернувшись домой, Мадлен видит там прокурора с ордером на арест по обвинению в убийстве.
На тюремной карете Мадлен с трудом удаётся пробиться к зданию суда через негодующую толпу, считающую Мадлен аморальной убийцей. На заседании суда Мадлен предъявляют два обвинения: первое — в попытке отправления Эмиля в феврале 1857 года, после которого он выжил, и второе — в отравлении его же в марте 1857 года, в результате которого он умер. На предъявленные ей обвинения Мадлен заявляет, что она не виновна. Первым показания даёт судмедэксперт (Кинастон Ривз), который утверждает, что Эмиль был отравлен мышьяком, который мог быть подмешан в какао. При этом, по мнению врача, трудно представить, что Эмиль отравил себя сам такой большой дозой мышьяка, хотя исключать этого нельзя. Далее показания даёт горничная Кристина Хэккетт, которая подтверждает, что Эмиль несколько раз приходил в их дом поздно вечером, и тогда она уходила на кухню. По её словам, она не видела, где в эти моменты находились Эмиль и Мадлен. После первого дня заседания газеты выходят с заголовками: «Жертва развлекалась в спальне горничной». Дома отец, не читая, велит выбросить газету. На следующий день показания даёт Миннок, который утверждает, что Мадлен вернулась из поезда домой добровольно. Он также сообщает, что сделал Мадлен предложение, и она его приняла. О других её мужчинах, с которыми она встречалась, ему ничего не известно. В заключительном слове прокурор (Барри Джонс) утверждает, что Мадлен совершила убийство, так как не нашла другого способа прервать связь с Эмилем. Она предлагала ему бежать, но Эмиль отказался, и тогда Мадлен решила отравить его. Своё заявление прокурор подкрепляет следующими фактами. Во-первых, Мадлен пыталась купить в аптеке синильную кислоту, а когда это не удалось, купила мышьяк. Во-вторых, Эмиль заболел в первый раз на следующий день после того, как посетил Мадлен. Он тогда сказал Ту, что ему стало плохо после какао. То есть, как заявляет прокурор, Эмиль умер от мышьяка, который был у Мадлен. Прокурор требует вынести обвинительный приговор.
Следующим выступает адвокат (Андре Морелл), который напоминает, что, согласно обвинительному заключению, Мадлен дважды пыталась отравить Эмиля мышьяком. Однако в первый раз, и это подтверждается словами горничной, Мадлен использовала мышьяк, чтобы промыть руки и лицо, то есть у неё не было мышьяка, чтобы травить Эмиля. Горничная также заявила, что это она приготовила какао и подала его в гостиную, и какао, по её словам, выпили оба, так как обе чашки были пусты. То есть, продолжает защитник, логично предположить, что мышьяка в какао не было. Далее, как продолжает адвокат, Мадлен писала Эмилю письма в четверг и пятницу, когда и ждала его. Но он, как утверждается, пришёл только в воскресенье, когда Мадлен его не ждала и спокойно спала в своей кровати вместе с сестрой Джанет, что та и подтвердила в суде. То есть встречи в воскресенье вообще не было. И, наконец, мышьяк, которым был отравлен Эмиль, насколько может заключить судмедэксперт, был бесцветным, в то время, как мышьяк, который купила Мадлен, был подкрашен сажей. Значит, это был другой мышьяк. Защитник сообщает, что провёл эксперимент на собаке, убедившись в том, что после отравления мышьяком с сажей при вскрытии в организме остаются заметные следы, которые судмедэксперт не мог бы не заметить. Также со слов свидетелей известно, что в какой-то момент Эмиль говорил о желании совершить самоубийство, так что эту версию нельзя сбрасывать со счетов. И последнее. Защитник задаёт вопрос, а зачем вообще Мадлен надо было совершать убийство, если письма в этом случае всё равно оставались у Эмиля, и обо всей этой истории тогда стало бы известно. А ведь именно этого Мадлен пыталась избежать. После совещания присяжные выносят вердикт, что по первому эпизоду Мадлен не виновна, а по второму: «Вина не доказана». Такое решение возможно только по законодательству Шотландии. Мадлен выходит на свободу, но так и осталось неизвестно, виновна она или нет.

## В ролях
- Энн Тодд — Мадлен Смит
- Норман Вуланд — Уильям Миннок
- Иван Десни — Эмиль Л’Анжелье
- Лесли Бэнкс — мистер Джеймс Смит
- Барбара Эверест — миссис Смит
- Сьюзен Стрэнкс — Джанет Смит
- Патриция Рейни — Бесси Смит
- Элизабет Селларс — Кристина Хаккетт
- Эдвард Чапмен — доктор Томпсон
- Джин Каделл — миссис Дженкинс
- Юджин Деккерс — Ту
- Андре Морелл — адвокат защиты
- Барри Джонс — прокурор
- Кинастон Ривз — доктор Пенни
- Айвор Бернард — мистер Мёрдок
- Дэвид Хорн — секретарь суда
- Генри Эдвардс — клерк в суде
- Эми Венесс — мисс Эйкен
- Камерон Холл — доктор Иоман

## Создатели фильма и исполнители главных ролей
Дэвид Лин является одним из самых именитых британских кинорежиссёров. В 1947 году он был удостоен двух номинаций на премию «Оскар» за сценарий и режиссуру фильма «Короткая встреча» (1945), а в 1948 году таких же номинаций за фильм «Большие надежды» (1946). Позднее, в 1956 году Лин был номинирован «Оскар» как режиссёр за фильм «Лето», в 1958 году завоевал «Оскар» как режиссёр за фильм «Мост через реку Квай», а в 1963 году — за фильм «Лоуренс Аравийский». Позднее он получил номинации на «Оскар» за фильмы «Доктор Живаго» в 1966 году и «Поездка в Индию» (за сценарий и монтаж) в 1985 году. Его фильмы «Короткая встреча» и «Страстная дружба» (1949) были удостоены Гран-при Каннского кинофестиваля.
В 1949 году актриса Энн Тодд стала третьей женой Лина. В качестве свадебного подарка Лин снял для неё этот фильм. Она сыграла главные роли ещё в двух фильмах Лина — «Страстная дружба» (1949) и «Звуковой барьер» (1952). Её также помнят по фильмам «Седьмая вуаль» (1945) и «Дело Парадайна» (1947). В 1957 году Лин и Тодд развелись.

## История, положенная в основу фильма
Сюжет основан на реальной истории богатой представительницы высшего общества Мадлен Смит, которая произошла в Глазго в 1857 году. В тот момент в Шотландии дело 21-летней Мадлен Смит стало сенсацией дня, когда она была обвинена в убийстве своего возлюбленного за то, что он не возвращал её любовные письма после того, как она обручилась с другим мужчиной. Хотя фактических доказательств её преступления не было, и её вина не была доказана в зале суда, многие считали, что она действительно виновна.

## История создания фильма
В 1944 году Энн Тодд начала играть на лондонской сцене в постановке рассказа Гарольда Перселла «Остальное — тишина» (англ. The Rest Is Silence), повествующем о деле Мадлен Смит. Кинокомпания The Rank Organisation купила права на экранизацию пьесы, предположительно, с участием Вивьен Ли. Однако в титрах этого фильма пьеса не упомянута, потому что окончательный вариант сценария был существенно изменён и значительно больше соответствовал изначальным фактам, по сути став самостоятельным произведением.
Дэвид Лин взялся за этот фильм по просьбе своей тогдашней жены Энн Тодд, которая отчаянно хотела сняться в этой роли. Как пишет историк кино Дэвид Виннерт, «вскоре после того, как 21 мая 1949 года Тодд вышла замуж за Лина, он предложил ей снять этот фильм в качестве свадебного подарка. Лин считал, что это его худший фильм». Позднее Лин вспоминал: «Я только что женился на Энн Тодд, и она умоляла меня стать режиссёром этого фильма. Это был жалкий фильм, один из самых сложных, которые я когда-либо снимал. Что-то не сходилось. Я не знаю, что именно».
Первоначально над сценарием работал Эрик Эмблер, но когда он заболел и отказался от работы, его заменил Николас Фиппс. Лин также работал над сценарием на протяжении всех съёмок, которые начались в апреле 1949 года.
По словам киноведа Лорейн Лобьянко, как этот фильм, так и реальные события, на которых он основан, были окружены скандалом. Как и Смит, которая бросила своего возлюбленного, чтобы выйти замуж за другого мужчину, так и актриса Энн Тодд, сыгравшая её, только что развелась с мужем, чтобы выйти замуж за своего возлюбленного, режиссёра Дэвида Лина.
Съёмки проходили на студии Pinewood Studios в Бакингемшире летом 1949 года, вскоре после свадьбы Лина и Тодд, а натурные съёмки проходили в Корнуолле и Шотландии. По словам Лобианко, Лин хотел придать фильму больше правдоподобия, и в этих целях провёл натурные съёмки в реальном доме Смита на Блайтсвуд-сквер, 7 в Глазго, а также использовал стенограммы судебных заседаний в сценах судебного процесса в последней трети фильма, включая заключительное выступление адвоката Смит.
Как написал биограф Джин Д. Филлипс в своей книге «По ту сторону эпоса: жизнь и фильмы Дэвида Лина», это был не идиллический медовый месяц: «Тодд придерживалась той же модели поведения с Лином, которая сводила с ума Рональда Нима, когда он недолго руководил постановкой фильма „Страстная дружба“ (1949). То есть она постоянно пыталась переубедить режиссёра в том, как должна быть сыграна каждая сцена. Во время репетиций она вовлекала Лина в длительные дискуссии, в ходе которых пыталась подвергнуть психоанализу свою героиню, и из-за этих бесконечных споров фильм выбился из графика. В довершение всего в августе в студии произошла забастовка электриков, что привело к дальнейшим задержкам».
Филлипс также описал следующий случай: когда Лин вёл съёмки на пляже, маленький самолет спикировал прямо на перепуганных актеров и съёмочную группу, пролетев очень низко над берегом. «Лин грозно потряс кулаком и выкрикнул проклятия в адрес пилота, которого он не узнал. Но Тодд его узнала; это был Найджел Танги (англ. Nigel Tangye), с которым она только что развелась. Лин ранее не встречал Танги, и Тодд не стала рассказывать ему, кто это был, так как Лин заявил, что сообщит о пилоте в местный аэроклуб, если узнает его личность». Как пишет Филлипс, это видимо был жест прощания со стороны Танги. Тодд не держала на него зла. Она сказала автору: «Найджел был абсолютно святым, и просто какое-то время был сам не свой после тяжёлого развода».
Как пишет Лобианко, «одержимость Тодд делом Смит привела к тому, что у неё появились несколько писем, которые Смит написала своему любовнику Эмилю Л’Анжелье, а также зонтик с ручкой из слоновой кости, с которым Смит пришла на суд и который сама Тодд использовала в сцене зала суда в спектакле „Остальное — тишина“».
Премьера фильма в Великобритании состоялась 16 февраля 1950 года в Лондоне. В США фильм вышел в прокат 31 августа 1950 года.
Энн Тодд позднее сказала: «Я любила „Мадлен“, Дэвид никогда не был им доволен, но я думаю, он сделал его довольно красиво».

## Оценка фильма критикой
По словам современного критика Лорейн Лобианко, «фильм не имел успеха, когда был выпущен в Лондоне в феврале 1950 года». Известный британский драматург Ноэль Кауард так охарактеризовал проблему, с которой столкнулись зрители: «Я не думаю, что можно заканчивать фильм, не зная, убивала она его или нет. Каким-то образом ты должен склонить чашу весов в ту или иную сторону». Клайв Доннер, работавший над фильмом в качестве монтажёра, считал, что главный недостаток фильма заключается в том, что в нем нет персонажа, с которым зрители могли бы себя идентифицировать.
После выхода фильма на экраны в США рецензент «Нью-Йорк Таймс» назвал его «мастерски поставленной британской картиной, которая пытается, хотя и без особого успеха, вызвать нечто похожее на волнение, охватившее Шотландию почти столетие назад». Картина, которая, по-видимому, соответствует фактам, заканчивается так же, как и сам процесс, и поэтому вы можете быть и судьей, и присяжными в вопросе о невиновности или вине женщины. Из-за того, что фильм так и не решает этот вопрос, он не приносит удовлетворения. Как далее отмечается в рецензии, «технически постановка очень хороша, и, действительно, длинные эпизоды в суде прекрасно проработаны. На самом деле драма в зале суда — это кульминация картины, и, как по сценарию, так и по постановке, она входит в число лучших, которые мы видели на экране».
Современный киновед Деннис Шварц отмечает, что «фильм показан глазами Мадлен и подчеркивает её уязвимость как чувственной женщины, живущей в такой суровый век. Столкнувшись со своим тираническим патриархальным отцом и требовательным любовником, она тем не менее, отказывается становиться жертвой, поскольку живет ради своих удовольствий, не подчиняясь жестким правилам эпохи». Сценарий напряжённый и «прекрасно раскрывает лицемерие эпохи». Недостаток фильма, по мнению Шварца, в том, что «история не затронула сердца, а была подана слишком холодно».
По мнению Дерека Виннерта, «это менее масштабная, но всё же увлекательная работа выдающегося британского режиссера Дэвида Лина. Предлагая мощную игру, Энн Тодд идеальна в этой исторической романтической криминальной драме для думающего человека, которая отлично сыграна актёрами и визуально красива». Картину отличают прекрасная операторская работа Гая Грина и дизайн декораций Джона Брайана. Но, как далее пишет Виннерт, «из-за удручающе слабого сценария Николаса Фиппса и Стэнли Хейнса фильм вышел вялым и невыразительным, так и не вызвав должного отклика у зрителя — по крайней мере, до длинной кульминационной сцены в суде, которая, наконец, вызывает необходимые эмоции».

## Оценка актёрской игры
По мнению рецензента «Нью-Йорк Таймс», «все актёры хороши… Мисс Тодд тонко намекает на то, что под её чопорной внешностью скрывается страстная женщина, а в поведении Ивана Десни в роли француза чувствуется нежная привязанность и стремление к социальному росту. Но почему-то оба персонажа лишь стараются быть убедительными, а не достигают этого в реальности… Энн Тодд — опытная признанная актриса, но в её изображении Мадлен чего-то не хватает. Зритель не испытывает эмоционального возбуждения и тем более потрясения от её тайных свиданий с молодым французом».
Как отмечено в рецензии журнала Time Out, в этой картине Тодд «удаётся расширить диапазон своей полуистеричной героини, превратив его в нетвёрдый, но сильный характер, который противопоставляет свою аморальную изворотливость жесткому лицемерию викторианского Глазго. Лин всячески подчеркивает её уязвимость: её любовник-француз — самодовольный хулиган, её отец — воинствующий патриарх, а её появление в зале суда сопровождается яростными разглагольствованиями мужской толпы. Однако чем примечателен фильм, так это тем, что он никогда не позволяет ей стать просто жертвой. Она обладает смелостью выставить напоказ свою чувственность и наслаждаться ею, хитро использует чопорную сдержанность, ожидаемую от викторианской мисс, чтобы избежать замужества, отводя враждебный взгляд возмущенного общества с гордым и загадочным тщеславием».